# Oberdombach
Oberdombach (fränkisch: Äjba-dumba) ist ein Gemeindeteil der kreisfreien Stadt Ansbach (Mittelfranken, Bayern). Oberdombach liegt in der Gemarkung Elpersdorf bei Ansbach.

## Geografie
Das Dorf liegt am Höllmühlbach. Im Süden liegt das Waldgebiet Im Forst, 0,5 km nördlich liegen die Eckertshölzer, 1 km westlich erhebt sich der Rotenberg, 1 km südöstlich liegt der Käferbuck. Gemeindeverbindungsstraßen führen nach Liegenbach (0,7 km östlich), die Staatsstraße 2246 kreuzend nach Straßenwirtshaus (2 km nördlich), zur Staatsstraße 2249 nördlich von Neunstetten (1,8 km südwestlich) und zu einer Gemeindeverbindungsstraße (1,5 km nordwestlich), die nach Hannenbach zur St 2246 (0,9 km nördlich) bzw. nach Rauenbuch zur St 2249 verläuft (1,9 km südwestlich).

## Geschichte
Der Ort wurde 1387 als „Obertunnenbach“ erstmals urkundlich erwähnt. Der Ortsname leitet sich von einem Gewässernamen ab (heute Höllmühlbach genannt), dessen Bestimmungswort der Personenname Tunno ist. Der Ort ist eine Filialsiedlung von Niederdombach, das bis dahin „Tunnenbach“ genannt wurde.
Laut dem 16-Punkte-Bericht des Oberamtes Ansbach von 1684 bildete Oberdombach mit Liegenbach und Höllmühle eine Realgemeinde. Für Oberdombach wurden 16 Mannschaften verzeichnet. Grundherren waren das Hofkastenamt Ansbach (1), das Stiftsamt Ansbach (5), das Klosterverwalteramt Sulz (2), der Bürgermeister und Rat zu Ansbach (1), die Pfarrei Neunstetten (2), der eichstättische Stiftskapitel Herrieden (4) und das eichstättische Amt Wahrberg (1). Außerdem gab es noch ein Gemeindehirtenhaus. Das Hochgericht und die Dorf- und Gemeindeherrschaft übte das brandenburg-ansbachische Hofkastenamt Ansbach aus.
Auch gegen Ende des 18. Jahrhunderts bildete Oberdombach eine Gemeinde mit Liegenbach und der Höllmühle. In Oberdombach gab es 18 Anwesen. Das Hochgericht und die Dorf- und Gemeindeherrschaft übte weiterhin das Hofkastenamt Ansbach aus. hatte das Hofkastenamt Ansbach inne. Grundherren waren das Fürstentum Ansbach (10 Anwesen; Hofkastenamt Ansbach: 1 Köblergut; Stiftsamt Ansbach: 5 Köblergüter, 1 Schmiedgut; Klosterverwalteramt Sulz: 2 Köblergüter; Ansbacher Rat: 1 Köblergut) und das Hochstift Eichstätt (Stiftskapitel Herrieden: 1 Hof, 3 Güter; Kastenamt Herrieden: 1 Gut, 1 Mühle; Vogtamt Aurach: 2 Güter). Neben den Anwesen gab es noch kommunale Gebäude (Brechhaus, zwei Hirtenhäuser). Von 1797 bis 1808 unterstand der Ort dem Justiz- und Kammeramt Ansbach.
Im Geographischen statistisch-topographischen Lexikon von Franken (1801) wird der Ort folgendermaßen beschrieben:

„Oberdombach, paritätischer Weiler im Oberamte Ansbach von 17 Unterthanen, wovon 10 Ansbachisch, 7 aber Eichstättisch sind, und von letztern 4 zum Eichstättischen Steueramte des Kollegiatstifts Herrieden, 3 hingegen zum Ober- und Vogtamte Wahrberg-Aurach gehören.
Es liegt dieser Weiler eine halbe Stunde nördlich oberhalb Neunstetten, wohin er pfarrt, am Dombache, welcher aus einigen Weyhern bey Oberdombach entspringt und bey Niederdombach in die Altmühl fällt.
Im Jahre 1397 verkaufte Heinrich Schenk von Leutershausen, seine Gattin Maria und ihr Sohn Heinrich dem Eichstättischen Bischoffe Friedrich IV, einem Grafen von Oettingen, ihre Güter und Einkünfte in Dombach und Neunstetten um 600 Rheinische Gulden.
Uebrigens s. Höllmühle, welche auch noch zu Oberdombach gerechnet wird.“

Im Rahmen des Gemeindeedikts wurde Oberdombach dem 1808 gebildeten Steuerdistrikt Elpersdorf und der 1811 gegründeten Ruralgemeinde Elpersdorf zugeordnet. Diese wurde am 1. Juli 1972 im Zuge der Gebietsreform in Bayern in die Stadt Ansbach eingegliedert.

## Einwohnerentwicklung
| Jahr      | 001806 | 001818 | 001840 | 001861 | 001871 | 001885 | 001900 | 001925 | 001950 | 001961 | 001970 | 001987 |
| Einwohner | 93     | 90     | 86     | *100   | 90     | 103    | 104    | 94     | 125    | 84     | 77     | 72     |
| Häuser    | 18     | 24     | 20     |        |        | 23     | 22     | 21     | 20     | 20     |        | 21     |
| Quelle    | [ 15 ] | [ 16 ] | [ 17 ] | [ 18 ] | [ 19 ] | [ 20 ] | [ 21 ] | [ 22 ] | [ 23 ] | [ 24 ] | [ 25 ] | [ 1 ]  |

## Religion
Der Ort ist römisch-katholisch geprägt und bis heute nach St. Vitus (Neunstetten) gepfarrt. Die Einwohner evangelisch-lutherischer Konfession sind nach St. Laurentius (Elpersdorf bei Ansbach) gepfarrt.